# 井华酒
井华酒是廣東湛江龙头镇出产的一系列药酒，过去民间称之为“壮阳酒”。井华酒源于康熙年间，当地人叶天士于吴川行医时发现龙头岭下一眼泉水，遂开始相继研发了多种药酒，由叶氏家族不断改良发展、传承迄今。井华酒乃先浸米后，以三沸米饭蒸煮法蒸煮米饭、再摊饭、开耙酒饼、糖化发酵、压榨、煎酒(蒸馏)、醇化、肥猪肉化解、混合储存等工序酿成白酒作为基酒，然后依不同品种的药酒，准备海蛇、海马、海龙、海蛞蝓、海参、海胆、海蛾鱼、海星、虾、鲍鱼、虫草、人参、鹿鞭、狗鞭、牛鞭、田七、牛膝、杜仲、千斤拔、淫羊藿、玉苁蓉、桂圆、枸杞、红枣、蜂蜜等中药，经对每一味中药单独搅拌炮制、醇化等，再经煮糖调酒、装坛陈贮等入选省级非物质文化遗产的传统酿造技艺酿成的。